# Schaffhouse-près-Seltz
Schaffhouse-près-Seltz é uma comuna francesa na região administrativa de Grande Leste, no departamento Baixo Reno. Estende-se por uma área de 4,49 km². Em 2010 a comuna tinha 568 habitantes (densidade: 126,5 hab./km²).